# Rhodium
Rhodium (af græsk rhodon, "rose", efter farven på rhodium-III-klorid) er det 45. grundstof i det periodiske system: Under normale temperatur- og trykforhold optræder dette overgangsmetal som et sølvhvidt og slidstærkt metal. Det er som regel det dyreste ædelmetal, om end prisudsving ind imellem gør rhenium en kende dyrere. Rhodium udgør sammen med ruthenium og palladium de lette platinmetaller.

## Kemiske egenskaber
Rhodium reagerer ikke med ilten i den atmosfæriske luft, heller ikke når det varmes op: Når metallet smelter, absorberer det ilt fra luften, men denne ilt udskilles igen når metallet størkner igen.
Syrer kan ikke opløse rhodium; selv i kongevand opløses metallet kun i yderst ringe omfang. Findelt metalpulver af rhodium kan dog opløses i svovlsyre.

## Tekniske anvendelser
Rhodium anvendes først og fremmes som "ingrediens" i legeringer med platin og palladium: Disse legeringer er modstandsdygtige overfor korrosion, og har desuden gode elektriske egenskaber, herunder lav resistivitet. Smykker af hvidguld kan gøres mere "sølvskinnende" med en overflade af rhodium, og sterlingsølv kan overtrækkes med rhodium for at beskytte det mod at blive anløbent.
Rhodium er også en alsidig katalysator der bruges i forbindelse med en lang række processer i den kemiske industri, blandt andet Monsanto processen, samt i katalysatorer til biler. Endvidere bruges rhodium også som en slags filter indenfor mammografi.

### Symbolske anvendelser
Guinness world of records tildelte i 1979 Paul McCartney en rhodiumplade for at have solgt over 200 millioner plader. Andre rekorder, såsom dyreste kuglepen eller dyreste brætspil beror også på at artiklerne er fremstillet af det ekstremt dyre metal.

## Historie
Rhodium blev opdaget i 1803 af William Hyde Wollaston, kort efter at han havde opdaget palladium. Han arbejdede i England med noget platinholdigt malm der efter sigende var hentet i Sydamerika.

## Forekomst og udvinding
De primære forekomster af rhodium findes i Sydafrika, i Uralbjergene samt i Nord- og Sydamerika. Verdens samlede produktion af dette metal andrager blot 25 tons per år, hvoraf mere end 80 procent kommer fra Sydafrika. Rhodium udvindes af de samme mineraler som sølv, guld, platin og palladium; der kræves en omfattende, kompliceret kemisk behandling af råstofferne for at skille disse metaller fra hinanden.
Rhodium kan også udvindes af radioaktivt affald fra kernekraftværker; et kilogram af fissionsprodukterne af uran-235 indeholder 13,3 gram af forskellige isotoper af rhodium. Da brugt brændsel fra kernekraftværker typisk indeholder 3% fissionsprodukter, betyder det cirka 400 gram rhodium per ton brugt brændsel.

## Isotoper af rhodium
Naturligt forekommende rhodium består af blot én stabil isotop; rhodium-103. Dertil kendes godt en snes radioaktive rhodium-isotoper, hvoraf rhodium-101 er den mest stabile med en halveringstid på 3,3 år.